# Drotari
Drȍtāri ili kotlokrpe naziv je za obrtnike koji su nekad krpali lonce i posuđe idući od kuće do kuće. Na našem području. ovim obrtom uglavnom su se bavili Romi, ali i Slovaci koji su se doseljavali na područje Vojvodine i Srijema.